# Episodi di Vicini troppo vicini (quarta stagione)
La quarta stagione della serie televisiva Vicini troppo vicini è stata trasmessa in anteprima negli Stati Uniti d'America in syndication tra il 7 aprile 1984 e l'8 dicembre 1984.
| nº | Titolo originale                  | Titolo italiano | Prima TV USA     | Prima TV Italia |
| -- | --------------------------------- | --------------- | ---------------- | --------------- |
| 1  | The Enemy Above                   |                 | 7 aprile 1984    |                 |
| 2  | Making Mountains Out of Molehills |                 | 14 aprile 1984   |                 |
| 3  | Just Another Pretty Face          |                 | 21 aprile 1984   |                 |
| 4  | Home Is Where the Bart Is         |                 | 28 aprile 1984   |                 |
| 5  | High Infidelity                   |                 | 5 maggio 1984    |                 |
| 6  | Son of the Groom                  |                 | 12 maggio 1984   |                 |
| 7  | Witness for the Persecution       |                 | 19 maggio 1984   |                 |
| 8  | Henry Draws a Blank               |                 | 26 maggio 1984   |                 |
| 9  | Shipmates                         |                 | 2 giugno 1984    |                 |
| 10 | Is There a Doctor in the House?   |                 | 9 giugno 1984    |                 |
| 11 | High and Inside                   |                 | 16 giugno 1984   |                 |
| 12 | The Runaway                       |                 | 23 giugno 1984   |                 |
| 13 | The Graduates                     |                 | 14 luglio 1984   |                 |
| 14 | Goodbye, Mr. Chip                 |                 | 21 luglio 1984   |                 |
| 15 | No Patsy, This Kelly              |                 | 6 ottobre 1984   |                 |
| 16 | Hawaii Five-8                     |                 | 13 ottobre 1984  |                 |
| 17 | Quick on the Draw                 |                 | 27 ottobre 1984  |                 |
| 18 | The Missing Fink                  |                 | 3 novembre 1984  |                 |
| 19 | The Sound of Mother               |                 | 10 novembre 1984 |                 |
| 20 | The Return of Mr. Wonderful       |                 | 17 novembre 1984 |                 |
| 21 | Divorce Chicago Style             |                 | 24 novembre 1984 |                 |
| 22 | Cinderella Update                 |                 | 1º dicembre 1984 |                 |
| 23 | Henry Bites the Big Apple         |                 | 8 dicembre 1984  |                 |